# Valle de Sedano
Valle de Sedano község Spanyolországban, Burgos tartományban. Valle de Sedano Basconcillos del Tozo, Sargentes de la Lora, Tubilla del Agua, Valderredible, Alfoz de Bricia, Valle de Zamanzas, Los Altos, Padrones de Bureba, Poza de la Sal, Merindad de Río Ubierna, Montorio és Úrbel del Castillo községekkel határos. Lakosainak száma 409 fő (2024).

## Népesség
A település népessége az utóbbi években az alábbiak szerint változott:
| Lakosok száma | 543  | 541  | 506  | 504  | 503  | 467  | 453  | 436  | 409  | 409  |
|               | 2001 | 2004 | 2006 | 2009 | 2011 | 2014 | 2016 | 2019 | 2021 | 2024 |